# 水沢史絵の他人の家の犬
『水沢史絵の他人の家の犬』（みずさわふみえのひとんちのいぬ）は、2007年9月6日から2009年4月2日まで超!A&G+で放送されたラジオ番組。パーソナリティは、水沢史絵。

## 放送概要
パーソナリティ
- 水沢史絵

放送時間
- 2007年9月6日 - 2007年9月27日
木曜日 19:00 - 20:00（リピート放送：木曜日：24:00 - 25:00、金曜日：9:00 - 10:00、14:00 - 15:00、土曜日：18:00 - 19:00、日曜日：8:00 - 9:00）
- 2007年10月4日 - 2008年4月3日
木曜日 19:00 - 20:00（リピート放送：木曜日：24:00 - 25:00、金曜日：9:00 - 10:00、14:00 - 15:00、土曜日：6:00 - 7:00、月曜日：14:00 - 15:00）
- 2008年4月10日 - 2008年7月17日
木曜日 20:00 - 21:00（リピート放送：金曜日：10:00 - 11:00、火曜日：22:00 - 23:00）
- 2008年7月24日 - 2008年10月2日
木曜日 20:00 - 21:00（リピート放送：金曜日：10:00 - 11:00）
- 2008年10月9日 - 2009年4月2日
木曜日 20:00 - 21:00（リピート放送：金曜日：10:00 - 11:00、日曜日：6:00 - 7:00）

超!アニメロ（ニコニコ動画経由での配信）
- 2008年10月2日 - 2009年4月10日
隔週金曜日 19:00更新（超!A&G+より8日遅れ）

## コーナー
- サウンドクイズ 私何してるか分かる?
水沢が何をしたかを音だけで当てる。初回 - 2008年10月2日更新分まで放送していたが、2008年10月30日更新分でひとまず終了。
- オレキャスティング
漫画やアニメを実写化するときに自分ならこうするというキャスティングを考える。
- Dr.水沢のセカンドオピニオン!
既に一度解決している悩みを再度相談してもらう。
- シゲムネ君のデスノート
シゲムネ君が何故か持っているデスノートについつい名前を書いてしまうのはどんなときかを考える。
- 世にも不思議なウィザード裁判
貞操を守って30歳になった男の子は魔法使いになるという伝説ある。もしかして自分もそうなるんじゃねーかという兆候をレッドカード・イエローカード・指導で判定していく
- 篠崎愛のお仕事報告書
その日の放送までに篠崎愛自身がやった仕事を報告してもらう。
- ひといぬ大喜利
動画配信になって新たに始まった新コーナーその1。番組ブログと動画配信中の映像にお題を発表。リスナーはその映像に映し出されているお題に吹きだしの形で水沢（とゲストがいることもある）が何を言いたいのかセリフやキャッチコピーを募集している。
- チャーシューメーン
動画配信になって新たに始まった新コーナーその2。ゴルフ好きの水沢がゴルフのティーショットを打つときみたいの掛け声みたいな決め台詞をリスナーから募集。最も印象に残った決め台詞は次回のコーナータイトルに採用されている。
- シグマスターシリーズ
2009年になってから始まった新コーナー。（2009年1月22日更新分から登場のコーナー。）

素敵な方が沢山いる声優界!そんな声優さんのキャッチコピーをこの番組で勝手に考えてしまおうというコーナー。まずは水沢が現在所属しているシグマセブンの方々のキャッチコピーを考えていく。例題として「カートも歌もぶっちぎり!水樹奈々」、「ヤッター!ヤッター!吉野裕行」、「1日12時間!若本規夫」の3つを構成作家が考えて発表していた。

## 休止中・終了したコーナー
- 目指せ1流ブログライター
日にちを決めリスナーに書いてもらう。
- 沸点 雄山の場合
海原雄山の怒りの沸点を考える。
- 史絵図書館
おススメの作品を紹介するコーナー。
- ヒトイヌ超人グランプリ!
オリジナルの超人を送ってもらい、ヒトイヌ超人図鑑を作っていく。
- 水沢修行列伝
いずれ番組に来るであろうゲストとの対決企画にそなえて修行する。
- その言葉いただきました
新語・流行語大賞の発表が行なわれる前から発表直後までの期間限定のコーナー。その年に流行しそうな言葉を一足先に予想する。リスナーからその年に自分の周りや身内で流行した言葉を募集するが、新語・流行語大賞候補作品リストが発表されて以降は水沢が大賞を取りそうな言葉を予想する。的中してもご褒美はないが、的中しない場合は罰ゲームが用意されている。

## ゲスト
- #07 安元洋貴
- #09 松来未祐
- #14 安元洋貴&野島裕史
- #17 佐久間紅美
- #22 小清水亜美&三瓶由布子
- #25 喜多村英梨
- #28 保村真
- #31 松来未祐
- #35 榊原ゆい
- #40 高橋美佳子
- #41 野島裕史&保村真&渡辺智美
- #42 松来未祐

※#30放送分以降番組はスタジオではなく、文化放送の会議室に特設のマイクなど放送機材を配置して、簡易動画配信で配信を開始しているため放送中の表情やゲストの表情なども映像で放送されている。ただし#41は文化放送のスタジオで収録されていた。

## 番組のエピソード
- #29（2008年10月2日初回放送分）で遅ればせながら番組開始1周年を記念したお祝い放送をしていた。
- #37（2009年1月22日初回放送分）で水沢のブログはなぜ年末〜年始更新がなかったのかの真実が明らかになった。実は#35（2008年クリスマス初回放送分）の時、実際の水沢はポリープの手術のため東京港区のある病院にクリスマスイブに入院し、クリスマスにポリープ除去の手術をしていたとのこと。水沢が声を出せるようになったのは#36（2009年1月8日初回放送分）の翌日で実際の水沢の誕生日当日からであった。
- #40（2009年3月5日初回放送分）はゲストの高橋美佳子と「ホワイトデー大作戦!!」や「シグマスターシリーズvsアイムスターシリーズ」による対決企画となった。なお、この日の放送分の選曲はゲストの高橋美佳子によるものであった。